# Transformers: Age of Extinction – The Score
Transformers: Age of Extinction - The Score es el álbum de la banda sonora de dos partes de la película 2014 del mismo nombre. La banda sonora fue escrita por Steve Jablonsky, con la ayuda del también compositor Hans Zimmer y la banda de rock alternativo Imagine Dragons. Se lanzó un EP el 30 de junio de 2014, que sirvió como teaser del soundtrack, que fue lanzada el 3 de julio de 2014. Ambas partituras fueron publicadas a través de la distribuidora de la película, Paramount Pictures.
Es el primer álbum de la serie de películas que no incluye música del grupo Linkin Park.

## Desarrollo
Al igual que con las tres películas anteriores de la franquicia, Steve Jablonsky trabajó en el score de la película, y es su sexta colaboración con el director Michael Bay. Ambos trabajaron en la banda sonora, desde el mes de diciembre de 2013 hasta junio de 2014, un mes antes del estreno de la película, lo que agotó a Jablonsky. Los dos se centraron en la creación de temas para nuevos personajes de la película, aunque decidieron incorporar algunos de los temas de la primera trilogía.
Steve Jablonsky también colaboró con la banda de rock alternativo Imagine Dragons en la banda sonora, así como en el tema principal de la película «Battle Cry». Michael Bay quería trabajar con el grupo después de sentirse atraído por la emoción de «Demons» y «Radioactive» la primera vez que escuchó ambas canciones, y quería que esa misma energía estuviera en el corazón de la película. Sobre su colaboración con la banda, dijo: "Inmediatamente me impactó más que algunas de las anteriores colaboraciones que había hecho... fue una colaboración mucho más cercana que las que tuve en el pasado", en comparación con sus anteriores colaboraciones, con bandas como Linkin Park y Goo Goo Dolls. 
Imagine Dragons venía de finalizar una gira que duró dos años, en apoyo al lanzamiento de su álbum debut, «Night Visions» (2012), y querían trabajar en su próximo álbum de estudio, antes de que Michael Bay los contactara para participar en la banda sonora. El grupo sintió que trabajar en la película podría aumentar la exposición de su música en todo el mundo. 
Imagine Dragons fue llevado a Los Ángeles para la colaboración; mientras que Steve Jablonsky también viajó al estudio de la banda en Las Vegas, Nevada, para grabar con el grupo. Para la partitura, el vocalista Dan Reynolds grabó voces, mientras que el baterista, Daniel Platzman, tocaba la viola. El compositor Joseph Trapanese también presentó música adicional para la película.

## Lista de canciones
Todas las canciones fueron escritas y compuestas por Steve Jablonsky.

### Álbum
| Transformers: Age of Extinction – The Score |                                   |          |  |
| N.º                                         | Título                            | Duración |  |
| 1.                                          | «Decision»                        | 4:20     |  |
| 2.                                          | «Best Thing That Ever Happened»   | 2:06     |  |
| 3.                                          | «I'm An Autobot»                  | 5:06     |  |
| 4.                                          | «Optimus Is Alive»                | 2:17     |  |
| 5.                                          | «Cemetery Wind»                   | 5:53     |  |
| 6.                                          | «His Name Is Shane And He Drives» | 5:17     |  |
| 7.                                          | «Hacking The Drone»               | 2:05     |  |
| 8.                                          | «Transformium»                    | 3:24     |  |
| 9.                                          | «Galvatron Is Online»             | 3:24     |  |
| 10.                                         | «Your Creators Want You Back»     | 3:26     |  |
| 11.                                         | «The Final Knight»                | 4:07     |  |
| 12.                                         | «Punch Hold Slide Repeat»         | 2:12     |  |
| 13.                                         | «The Presence Of Megatron»        | 2:51     |  |
| 14.                                         | «Galvatron Is Active»             | 4:13     |  |
| 15.                                         | «Have Faith Prime»                | 1:29     |  |
| 16.                                         | «Hong Kong Chase»                 | 1:43     |  |
| 17.                                         | «The Legend Exists»               | 1:16     |  |
| 18.                                         | «Dinobot Charge»                  | 6:37     |  |
| 19.                                         | «That's A Big Magnet»             | 2:51     |  |
| 20.                                         | «Drive Backwards»                 | 2:05     |  |
| 21.                                         | «Honor To The End»                | 5:18     |  |
| 22.                                         | «Leave Planet Earth Alone»        | 3:47     |  |
| 23.                                         | «The Knight Ship»                 | 3:21     |  |
| 1:17:00                                     |                                   |          |  |

### Extended Play
| Transformers: Age of Extinction – The EP |                    |          |  |
| N.º                                      | Título             | Duración |  |
| 1.                                       | «Hunted»           | 5:57     |  |
| 2.                                       | «Tessa»            | 5:45     |  |
| 3.                                       | «Autobots Reunite» | 2:57     |  |
| 4.                                       | «Lockdown»         | 4:54     |  |
| 19:33                                    |                    |          |  |

### Sencillos
| Battle Cry: Descarga digital |              |                 |          |  |
| N.º                          | Título       | Artista(s)      | Duración |  |
| 1.                           | «Battle Cry» | Imagine Dragons | 4:33     |  |